# Nuvole a nord-ovest
Nuvole a nord-ovest (北北西に曇と往け?, Hokuhokusei ni kumo to yuke, lett. "Dirigiti a nord-nordovest con le nuvole") è un manga scritto e disegnato da Aki Irie. Ha iniziato la serializzazione su Harta prima di passare a Aokishi dopo la sua creazione, avvenuta nell'aprile 2021. A partire da febbraio 2024, i capitoli della serie sono stati raccolti in sette volumi tankōbon.

## Trama
Kei Miyama è un ragazzo giapponese di 17 anni che vive in Islanda con suo nonno. Lavora come investigatore privato, usando la sua capacità soprannaturale di comunicare con i macchinari. La storia segue Kei mentre risolve casi per vari clienti, con l'aiuto di strane persone presenti nella sua vita. Allo stesso tempo, si sta svelando un mistero più ampio che coinvolge suo fratello minore, Michitaka. Nonostante appaia delicato, bello e dolce, nasconde in lui un lato sinistro ed è ricercato dalla polizia.

## Volumi
La serie, scritta e disegnata da Aki Irie, ha iniziato la serializzazione sulla rivista Harta il 14 marzo 2016, che è continuata fino a quando, nell'aprile 2021, Kadokawa ha lanciato una nuova rivista, intitolata Aokishi. Il primo volume tankōbon è stato pubblicato il 13 ottobre 2017. A febbraio 2024 sono stati distribuiti sette volumi tankōbon.
In Italia la serie viene pubblicata da Edizioni BD sotto l'etichetta J-Pop a partire dal 26 gennaio 2022. La traduzione dei testi è curata da Silvia Ricci Nakashima, mentre il lettering è realizzato da Massimiliano Lucidi.
| Nº | Data di prima pubblicazione | Data di prima pubblicazione | Data di prima pubblicazione | Data di prima pubblicazione |
| Nº | Giapponese                  | Giapponese                  | Italiano                    | Italiano                    |
| -- | --------------------------- | --------------------------- | --------------------------- | --------------------------- |
| 1  | 13 ottobre 2017             | ISBN 978-4-04-734831-8      | 26 gennaio 2022             | ISBN 978-88-349-0844-0      |
| 2  | 15 marzo 2018               | ISBN 978-4-04-735052-6      | 23 marzo 2022               | ISBN 978-88-349-0741-2      |
| 3  | 15 gennaio 2019             | ISBN 978-4-04-735345-9      | 25 maggio 2022              | ISBN 978-88-349-1000-9      |
| 4  | 14 gennaio 2020             | ISBN 978-4-04-735792-1      | 27 luglio 2022              | ISBN 978-88-349-1078-8      |
| 5  | 15 gennaio 2021             | ISBN 978-4-04-736263-5      | 21 settembre 2022           | ISBN 978-88-349-1141-9      |
| 6  | 18 novembre 2022            | ISBN 978-4-04-737232-0      | 3 maggio 2023               | ISBN 978-88-349-2057-2      |
| 7  | 20 febbraio 2024            | ISBN 978-4-04-737867-4      | 19 giugno 2024              | ISBN 978-88-349-2816-5      |

## Accoglienza
Danica Davidson di Otaku USA ha elogiato la serie, definendola "molto interessante". Anche Katherine Dacey di Manga Critic ha elogiato il primo volume per la trama e i personaggi. Koiwai di Manga News ha concordato con Dacey, elogiando la trama e i personaggi. Faustine Lillaz di Planete BD era d'accordo con i critici precedenti, definendo la trama e l'artwork "mozzafiato".
Nell'edizione del 2019 di Kono manga ga sugoi!, la serie si è classificata all'undicesimo posto nella lista dei migliori manga per lettori maschi. La serie è stata anche nominata per il Manga Taishō nello stesso anno. Nel dicembre 2020, la serie si è classificata al 50º posto nella classifica relativa ai manga della rivista Da Vinci di Kadokawa. L'anno successivo, a dicembre 2021, la serie si è classificata al 48º posto nella stessa classifica della rivista Da Vinci.